# Pierwszy rząd Gyłyba Donewa
Pierwszy rząd Gyłyba Donewa – 100. rząd w historii Bułgarii funkcjonujący od 2 sierpnia 2022 do 3 lutego 2023.
W 2021 w Bułgarii trzykrotnie odbywały się wybory parlamentarne – po pierwszych dwóch parlament nie był w stanie wyłonić nowej koalicji rządowej. Po wyborach z listopada 2021 cztery ugrupowanie zawarły porozumienie. W grudniu 2021 nowym premierem został Kirił Petkow. W czerwcu 2022 partia Jest Taki Lud opuściła koalicję rządową. 22 czerwca tegoż roku Zgromadzenie Narodowe przegłosowało wotum nieufności wobec rządu. W parlamencie nie stworzono nowego porozumienia większościowego, na skutek czego prezydent zarządził przedterminowe wybory i powołał rząd techniczny, na czele którego stanął Gyłyb Donew. Gabinet ten rozpoczął urzędowanie 2 sierpnia 2022.
Po wyborach z października 2022 również nie zawiązano koalicji. W konsekwencji prezydent zarządził kolejne przedterminowe wybory i utworzył nowy rząd techniczny, na czele którego po raz drugi stanął Gyłyb Donew. Gabinet ten rozpoczął urzędowanie 3 lutego 2023.

## Skład rządu
- premier: Gyłyb Donew[5]
- wicepremier ds. funduszy europejskich: Atanas Pekanow
- wicepremier ds. polityki społecznej, minister pracy i polityki socjalnej: Łazar Łazarow
- wicepremier ds. polityki gospodarczej, minister transportu i komunikacji: Christo Aleksiew
- wicepremier ds. porządku publicznego i bezpieczeństwa, minister spraw wewnętrznych: Iwan Demerdżiew
- minister finansów: Rosica Wełkowa-Żelewa
- minister obrony: Dimityr Stojanow
- minister zdrowia: Asen Medżidiew
- minister rozwoju regionalnego i robót publicznych: Iwan Sziszkow
- minister edukacji i nauki: Saszo Penow
- minister spraw zagranicznych: Nikołaj Miłkow
- minister sprawiedliwości: Krum Zarkow
- minister kultury: Welisław Minekow
- minister ochrony środowiska i gospodarki wodnej: Rosica Karamfiłowa-Błagowa
- minister rolnictwa: Jawor Geczew
- minister gospodarki i przemysłu: Nikoła Stojanow
- minister energetyki: Rosen Christow
- minister innowacji i wzrostu: Aleksandyr Pulew
- minister turystyki: Ilin Dimitrow
- minister młodzieży i sportu: Weseła Leczewa
- minister ds. e-administracji: Georgi Todorow